# Ralph Weber
Ralph Weber (ur. 31 maja 1993 w St. Gallen) – szwajcarski narciarz alpejski, dwukrotny medalista mistrzostw świata juniorów.

## Kariera
Po raz pierwszy na arenie międzynarodowej Ralph Weber pojawił się 26 listopada 2008 roku w Livigno, gdzie w zawodach juniorskich zajął 48. miejsce w slalomie gigancie. W 2011 roku wystartował na mistrzostwach świata juniorów w Crans-Montana, zajmując między innymi dziewiąte miejsce w zjeździe. Jeszcze trzykrotnie startował w zawodach tego cyklu, największe sukcesy osiągając podczas mistrzostw świata juniorów w Roccaraso w 2012 roku. Zwyciężył tam w supergigancie, a w zjeździe zajął drugie miejsce za Ryanem Cochran-Siegle z USA. W zawodach Pucharu Świata zadebiutował 15 marca 2012 roku w Schladming, zajmując 22. miejsce w supergigancie. Tym samym już w swoim debiucie wywalczył pierwsze pucharowe punkty. Najlepsze wyniki osiągnął w sezonie 2014/2015. Nie startował na mistrzostwach świata ani igrzyskach olimpijskich.

## Osiągnięcia

### Mistrzostwa świata juniorów
| Miejsce | Dzień     | Rok  | Miejscowość   | Konkurencja     | Czas biegu  | Strata  | Zwycięzca           |
| ------- | --------- | ---- | ------------- | --------------- | ----------- | ------- | ------------------- |
| 9.      | 3 lutego  | 2011 | Crans-Montana | Zjazd           | 1:37,34 min | +1,41 s | Boštjan Kline       |
| 17.     | 4 lutego  | 2011 | Crans-Montana | Supergigant     | 1:22,44 min | +2,03 s | Boštjan Kline       |
| 2.      | 2 marca   | 2012 | Roccaraso     | Zjazd           | 1:11,99 min | +0,09 s | Ryan Cochran-Siegle |
| 1.      | 3 marca   | 2012 | Roccaraso     | Supergigant     | 1:02,73 min | -       | -                   |
| 6.      | 22 lutego | 2013 | Québec        | Zjazd           | 1:30,95 min | +1,44 s | Nils Mani           |
| 10.     | 24 lutego | 2013 | Québec        | Supergigant     | 58,49 s     | +0,78 s | Thomas Mayrpeter    |
| DNF     | 26 lutego | 2014 | Jasná         | Supergigant     | 1:30,63 min | -       | Marco Schwarz       |
| DNF     | 26 lutego | 2014 | Jasná         | Superkombinacja | 2:21,69 min | -       | Matteo de Vettori   |

### Puchar Świata

#### Miejsca w klasyfikacji generalnej
- sezon 2011/2012: 152.
- sezon 2012/2013: -
- sezon 2013/2014: -
- sezon 2014/2015: 108.
- sezon 2015/2016: 63.
- sezon 2016/2017: 112.
- sezon 2017/2018: 101.
- sezon 2018/2019: 157.
- sezon 2019/2020: 99.
- sezon 2020/2021: 95.
- sezon 2021/2022: 114.

#### Miejsca na podium w zawodach
Weber nie stał na podium zawodów Pucharu Świata.